# Alain Castet
Alain Castet (* 10. května 1950 Floirac) je francouzský římskokatolický duchovní, emeritní biskup luçonský. Před jmenováním do Luçonu, působil ve farní správě v několika pařížských farnostech. Ze zdravotních důvodů rezignoval na biskupský úřad dne 12. října 2017.

## Život
Alain Castet se narodil 10. května 1950 ve městě Floirac, nacházející se v departmentu Gironde v Nové Akvitánii. Měl jednoho sourozence a rodiče nebyli praktikující věřící.
Sám se o křesťanství zajímal, vstoupil do katolického semináře Saint-Sulpice v Issy-les-Moulineaux, kde byl v roce 1974 vysvěcen na jáhna. Po svém vysvěcení na kněze (r. 1975) byl zařazen do pařížské arcidiecéze a působil zejména v pařížských farnostech. Publikoval 4 knihy, a množství teologických článků. V roce 2007 byl vyznamenán řádem čestné legie, ve třídě rytíř. V září 2007 byl Mons. Michel Santier přeložen z Luçonu do Créteilu a papež Benedikt XVI. jmenoval na uprázdněný biskupský stolec Alaina Casteta.
Během své biskupské služby ve venkovském prostředí luçonské diecéze často narážel na rozdíly v pojímání víry, oproti velkoměstu. Kraj Vendée, jehož hranice kopíruje luçonské biskupství, je spíše moderně založen, zatímco Mons. Castet byl zastáncem spíše tradicionalistické linie. Na návštěvu do své diecéze například pozval kardinála Roberta Saraha či světil kněze pro Kněžské bratrstvo svatého Petra. Jeho názoroví oponenti pořádali tiskové konference, kde jeho názory a postupy kritizovali. V důsledku špatného zdravotního stavu podal Mons. Castet rezignaci na svůj úřad, kterou papež František přijal dne 12. října 2017.